# Lahr/Schwarzwald
Lahr/Schwarzwald este un oraș din landul Baden-Württemberg, Germania.

## Personalități născute aici
- Hans Ferdinand Linskens (1921 - 2007), botanist, genetician.

1. ↑   http://www.statistik.baden-wuerttemberg.de/BevoelkGebiet/Bevoelkerung/01515020.tab?R=GS317065 Lipsește sau este vid: |title= (ajutor)